# Psychoda rhis
Psychoda rhis är en tvåvingeart som beskrevs av Quate 1996. Psychoda rhis ingår i släktet Psychoda och familjen fjärilsmyggor.
Artens utbredningsområde är Costa Rica. Inga underarter finns listade i Catalogue of Life.